# Agnolo Gaddi
Agnolo Gaddi (1350 - 1396) foi um pintor italiano do Trecento, filho de outro pintor, Taddeo Gaddi e neto de outro, Gaddo Gaddi. Começou seus estudos no ateliê de Giovanni da Milano e Jacopo del Casentino.
Gaddi viveu em uma época de transição da arte italiana. Foi profundamente influenciado por Giotto, mas pouco renovou na arte. Foi somente nos últimos anos, com a restauração de muitas de suas obras, que Gaddi começou a ser revalorizado. Em sua oficina, estudaram Lorenzo Monaco e Cennino Cennini.
Sua obra mais importante são os afrescos no coral da Basílica da Santa Cruz, em Florença, encomendados em 1380 por Jacopo degli Alberti. É uma obra inspirada diretamente na Lenda Áurea de Jacopo de Varazze. No mesmo templo, decorou a Capela Castellani com episódios das vidas de Nicolau de Mira e Antão do Deserto junto com Gherardo Starnina. 
Em 1392, Agnolo Gaddi viajou até Prato para elaborar os afrescos do Palazzo Datini com Niccolò di Pietro Gerini. 
Giorgio Vasari incluiu o pintor em sua obra Vidas.